# Classic Sud Ardèche de 2018
A 18.ª edição de clássica de ciclismo francesa Classic Sud Ardèche celebrou-se a 24 de fevereiro de 2018, com início e final na cidade de Guilherand-Granges.
A corrida fez parte do UCI Europe Tour de 2018, dentro da categoria UCI 1.1 e foi vencida pelo corredor francês Romain Bardet da equipa AG2R La Mondiale. O pódio completaram-no o ciclista alemão Maximilian Schachmann da Quick-Step Floors e o ciclista francês Lilian Calmejane da Direct Énergie.

## Equipas
Tomaram a partida um total de 22 equipas, dos quais 5 foram de categoria UCI World Team, 13 Profissional Continental, 3 Continental e 1 selecção nacional, quem conformaram um pelotão de 150 ciclistas dos quais terminaram 110.
| Equipes WorldTeam (5)- AG2R La Mondiale - Trek-Segafredo - FDJ - Quick-Step Floors - Astana Equipes profissionais Continentais (13)- Delko-Marseille Provence-KTM - Direct Énergie - Fortuneo-Samsic - Cofidis, Solutions Crédits - Vital Concept - Aqua Blue Sport - Androni Giocattoli-Sidermec - WB-Aqua Protect-Veranclassic - Roompot-Nederlandse Loterij - Nippo-Vini Fantini-Europa Ovini - Bardiani CSF - Wanty-Groupe Gobert - Rally Cycling Equipes Continentais (3)- Roubaix Lille Métropole - Saint Michel-Auber 93 - Virtu Cycling Equipe nacional- França U23 |
| |

## Classificação final
Os 10 primeiros classificados foram:
| \| Classificação geral \| Classificação geral \| Classificação geral \| Classificação geral \| Classificação geral \| \| Ciclista \| Ciclista \| Equipe \| Tempo \| \| \| ------------------- \| --------------------- \| ---------------------------- \| ------------------- \| ------------------- \| \| 1. \| Romain Bardet \| AG2R La Mondiale \| 5h37m13s \| \| \| 2. \| Maximilian Schachmann \| Quick-Step Floors \| + 47s \| \| \| 3. \| Lilian Calmejane \| Direct Énergie \| + 56s \| \| \| 4. \| Alexis Vuillermoz \| AG2R La Mondiale \| + 56s \| \| \| 5. \| David Gaudu \| FDJ \| + 56s \| \| \| 6. \| Jhonatan Narváez \| Quick-Step Floors \| + 56s \| \| \| 7. \| Quentin Pacher \| Vital Concept \| + 56s \| \| \| 8. \| Pierre Latour \| AG2R La Mondiale \| + 56s \| \| \| 9. \| Eliot Lietaer \| WB-Aqua Protect-Veranclassic \| + 1m09s \| \| \| 10. \| Romain Sicard \| Direct Énergie \| + 1m09s \| \| |                       |                              |          |
| |                       |                              |          |
| Fontes: ProCyclingStats Cycling Quotient |                       |                              |          |
| Classificação geral |                       |                              |          |
| Ciclista | Ciclista              | Equipe                       | Tempo    |
| 1. | Romain Bardet         | AG2R La Mondiale             | 5h37m13s |
| 2. | Maximilian Schachmann | Quick-Step Floors            | + 47s    |
| 3. | Lilian Calmejane      | Direct Énergie               | + 56s    |
| 4. | Alexis Vuillermoz     | AG2R La Mondiale             | + 56s    |
| 5. | David Gaudu           | FDJ                          | + 56s    |
| 6. | Jhonatan Narváez      | Quick-Step Floors            | + 56s    |
| 7. | Quentin Pacher        | Vital Concept                | + 56s    |
| 8. | Pierre Latour         | AG2R La Mondiale             | + 56s    |
| 9. | Eliot Lietaer         | WB-Aqua Protect-Veranclassic | + 1m09s  |
| 10. | Romain Sicard         | Direct Énergie               | + 1m09s  |

## UCI World Ranking
A Classic Sud Ardèche outorga pontos para o UCI Europe Tour de 2018 e o UCI World Ranking, este último para corredores das equipas nas categorias UCI World Team, Profissional Continental e Equipas Continentais. As seguintes tabelas mostram o barómetro de pontuação e os 10 corredores que obtiveram mais pontos:
| Posição   | 1º  | 2º | 3º | 4º | 5º | 6º | 7º | 8º | 9º | 10º | 11º | 12º | 13º-15º | 16º-25ª |
| Pontuação | 125 | 85 | 70 | 60 | 50 | 40 | 35 | 30 | 25 | 20  | 15  | 10  | 5       | 3       |

| 1.º  | Romain Bardet         | AG2R La Mondiale             | 125 |
| 2.º  | Maximilian Schachmann | Quick-Step Floors            | 85  |
| 3.º  | Lilian Calmejane      | Direct Énergie               | 70  |
| 4.º  | Alexis Vuillermoz     | AG2R La Mondiale             | 60  |
| 5.º  | David Gaudu           | FDJ                          | 50  |
| 6.º  | Jhonatan Narváez      | Quick-Step Floors            | 40  |
| 7.º  | Quentin Pacher        | Vital Concept                | 35  |
| 8.º  | Pierre Latour         | AG2R La Mondiale             | 30  |
| 9.º  | Eliot Lietaer         | WB-Aqua Protect-Veranclassic | 25  |
| 10.º | Romain Sicard         | Direct Énergie               | 20  |